# Новоаульский сельсовет
Новоаульский сельсовет  — административно-территориальная единица и муниципальное образование со статусом сельского поселения в Магарамкентском районе Дагестана Российской Федерации.
Административный центр — село Новый Аул.

## Население
| 2002  | 2010  | 2012  | 2013  | 2014  | 2015  | 2016  |
| ----- | ----- | ----- | ----- | ----- | ----- | ----- |
| 3226  | ↗3655 | ↘3618 | ↘3593 | ↘3549 | ↗3552 | ↘3533 |
| 2017  | 2018  | 2019  | 2020  | 2021  | 2023  | 2024  |
| ↘3526 | ↗3530 | ↗3550 | ↘3524 | ↘3390 | →3390 | ↘3387 |
| 2025  |       |       |       |       |       |       |
| ↘3384 |       |       |       |       |       |       |

## Состав
| № | Населённый пункт | Тип населённого пункта       | Население |
| - | ---------------- | ---------------------------- | --------- |
| 1 | Кличхан          | село                         | →484      |
| 2 | Новый Аул        | село, административный центр | ↗2845     |